# Franz Hocheder
Franz Hocheder (vollständiger Name Franz von Paula Hocheder, * 23. März 1783 in Roßdorf, Oberbayern; † 3. Mai 1844 in München) war ein deutscher Klassischer Philologe, Schriftsteller und Gymnasialdirektor.

## Leben
Franz Hocheder besuchte von 1797 bis 1802 das Akademische Gymnasium Salzburg und studierte von 1803 bis 1807 Jurisprudenz, Philosophie und Ästhetik an der dortigen Universität. Schon während des Studiums gab er Privatunterricht; auch nach dem Examen ging er nicht in den Justizdienst, sondern als Hauslehrer zu einer Familie in Vallendar im Rheinland. 1811 kehrte er nach Bayern zurück, legte dort die Lehramtsprüfung ab und unterrichtete ab November 1811 Latein am neu gegründeten Institutsgymnasium München, das damals Benedict von Holland leitete. 1815 wurde Hocheder zum Gymnasialprofessor ernannt, kurz darauf zum Direktionsassistenten. 1819 folgte er einem Ruf nach Würzburg als Rektor des dortigen Gymnasiums, wo er nur fünf Jahre blieb, ehe er 1824 als Rektor des neugegründeten Ludwigsgymnasiums nach München zurückkehrte. Hocheder leitete das Ludwigsgymnasium 18 Jahre lang unter schwierigen Umständen: Es gab öffentlichen Widerstand gegen den humanistischen Fächerkanon, viel Fluktuation im Lehrerkollegium, Unterrichtsausfall und Epidemien. 1842 übertrug König Ludwig I. das Gymnasium an den Benediktinerorden. Hocheder wurde in Ehren entlassen und als Professor für Philologie und Ästhetik an die Universität München versetzt. Zugleich ernannte ihn der König zum ordentlichen Mitglied der Bayerischen Akademie der Wissenschaften. Aber schon zwei Jahre später starb Hocheder 1844 im Alter von 61 Jahren in München an der Gicht.

## Grabstätte

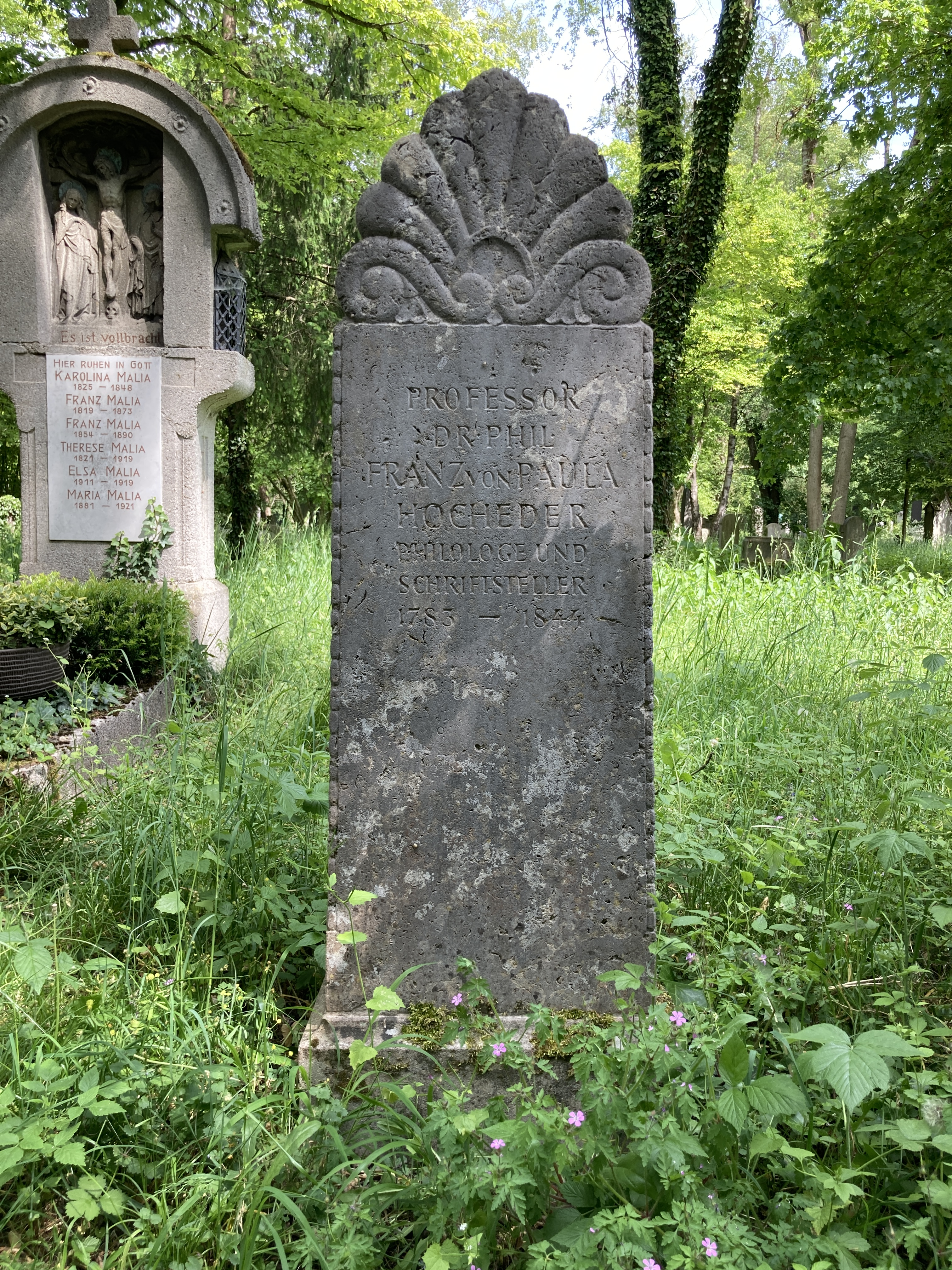
Grab von Franz Hocheder auf dem Alten Südlichen Friedhof in München

Die Grabstätte von Franz Hocheder befindet sich auf dem Alten Südlichen Friedhof in München (Gräberfeld 25 – Reihe 13 – Platz 23/24) Standort.

## Werk
Franz Hocheder war gemäß seiner Ausbildung und Neigung eher ästhetisch als historisch und philologisch an den Schriften des Altertums interessiert. An wissenschaftlichen Abhandlungen verfasste er nur eine Studie über die Kasusattraktion im Griechischen und eine Untersuchung über die 13. Epistel des Horaz. Außerdem gab er Kommentare zu den literaturtheoretischen Schriften des Horaz heraus (Episteln, Ars poetica) sowie zum Ödipus auf Kolonos des Sophokles. Auch als belletristischer Schriftsteller war Hocheder tätig: 1810 veröffentlichte er (unter dem Pseudonym „Emmerich Norus“) den Roman Ferienliebe (Koblenz 1810). Später verfasste er zahlreiche humoristische Aufsätze und Gedichte für verschiedene Zeitschriften in München.

## Schriften (Auswahl)
- Des Quintus Horatius Flaccus Buch über die Dichtkunst, oder Brief an die Pisonen. Passau 1824
- Des Sophokles Oedip auf Kolonos. Passau 1826
- Des Quintus Horatius Flaccus Episteln für Gymnasien bearbeitet. Zwei Bände, Regensburg 1830–1831
- Julius Caesar in Gesellschaftsblatt für gebildete Stände Nro. 41. Seite 321, Mittwoch, den 20. Mai 1812